# Southern Uplands
Las Southern Uplands (del gaélico escocés: Na Monaidhean a Deas ‘«mesetas del sur»’) es una región de Gran Bretaña, la parte más meridional de las tres grandes regiones geográficas de Escocia, siendo las otras dos el Cinturón central y las Tierras Altas. Se extiende al sur de la depresión de Glasgow-Edimburgo, siendo la frontera una línea que va desde Girvan en la costa de Ayrshire en el Oeste hasta Dunbar en East Lothian en la costa del mar del Norte. Por el sur limita con los montes Cheviot. Las Southern Uplands es la región menos poblada de las tres regiones escocesas.

## Montañas y picos
Las Southern Uplands son una serie de mesetas de casi 200 km de largo, que alternan con amplios valles. Incluyen además los montes Cheviot que cruzan la frontera, compartidas con los Peninos que forman la "espina dorsal de Inglaterra". Las Southern Uplands y los Peninos son de similar tamaño, tanto en términos de superficie como de altura. Aunque las cumbres no son tan altas como muchas de las Tierras Altas escocesas (Ben Nevis y Ben Macdui superan los 1.300 m s. n. m.) ni otras famosas regiones montañosas, los Southern Uplands son una región remota y montañosa, conteniendo alrededor de 120 colinas de las llamadas "marilyn".
Algunos de los picos más notables de las Southern Uplands son:
- el monte Merrick, altura máxima con 843 m s. n. m., siendo el pico más alto al sur de Escocia.
- Broad Law (840 m)
- White Coomb (822 m)
- The Cheviot (815 m)
- Corserine (814 m)
- Cairnsmore of Carsphairn (797 m)
- Kirriereoch Hill (786m)
- Shalloch on Minnoch (769m)
- Lamachan Hill (717 m)
- Cairnsmore of Fleet (711 m)
- Tinto (711 m)
- Craignaw (645m)

## Ríos
Una serie de ríos recorren las Southern Uplands. Entre ellos:
- Cree
- Nith
- Annan
- Esk
- Tweed (el 4.º en longitud de Escocia con 97 millas)
- Clyde (el 3.º en longitud de Escocia con 106 millas)
- Lugar[3]

## Lochs

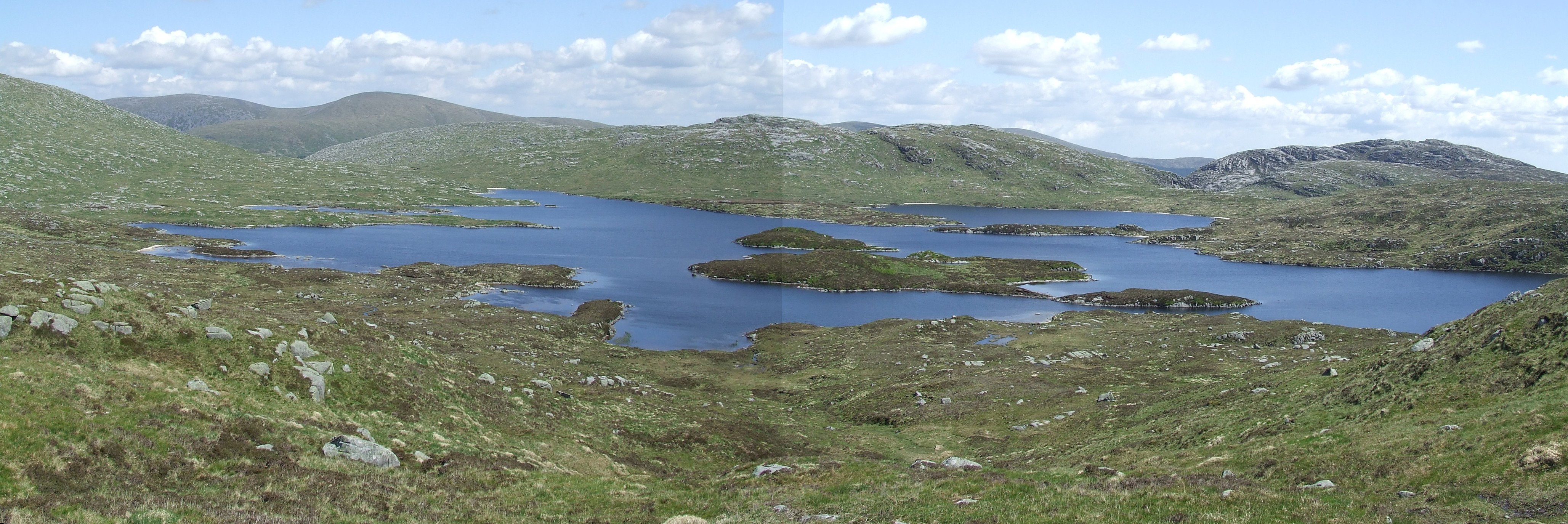
Panorama desde el loch Enoch, cerca del Merrick, con vista hacia el Este.

Hay numerosos lochs en las Southern Uplands como:
- Loch Ken
- Loch Trool
- Loch Ettrick
- Loch Enoch
- St. Mary's Loch
- Loch of the Lowes
- Loch Skeen

## Bosques
Amplias zonas de las Southern Uplands están cubiertas con bosques, como:
- Bosque de Ae
- Bosque de Mabie
- Bosque de Galloway

## Transporte
Los aeropuertos internacionales de pasajeros más cercanos son:
- Aeropuerto de Glasgow Prestwick (PIK)
- Aeropuerto Internacional de Glasgow (GLA)
- Aeropuerto de Edimburgo (EDI)

Hay 4 líneas férreas que pasan por las Southern Uplands, todas en dirección norte-sur. Son:
- La línea Stranraer Glasgow a través de Girvan y otras estaciones.
- La línea de Glasgow Kilmarnock Carlisle a través de Dumfries y otras estaciones.
- La línea principal de la costa occidental, uniendo Glasgow y Edimburgo al norte con Carlisle y el resto de Inglaterra al sur con una estación en las Southern Uplands en Lockerbie.
- La línea principal de la costa oriental que va desde Edimburgo al Norte a través de Dunbar hasta Berwick-upon-Tweed, Newcastle upon Tyne y el Sur.

Hay varias carreteras principales que cruzan las Southern Uplands. Generalmente van en dirección norte-sur con la excepción destacada de la A75. La más destacada de estas carreteras es la M74. La M74 es la única autopista que conecta Escocia con Inglaterra. Estas carreteras incluyen:
- A77 - Va de Stranraer hacia Kilmarnock poco después de la cual se convierte en la M77 a Glasgow
- A76 - Va de Dumfries hacia Kilmarnock
- M74 - Va desde la frontera escocesa cerca de Gretna a conectar con el resto de la red de autopistas escocesas justo en las afueras de Glasgow. Al sur de Gretna está la A74 que conecta la M74 con la red de autopistas inglesa cerca de Carlisle
- A701 - Va desde Dumfries hacia Edimburgo a través de Moffat y el Devil's Beef Tub
- A7 - Esta va desde Carlisle hasta Edimburgo a través de Hawick y Galashiels y las Fronteras escocesas
- A68 - Va desde Edimburgo a través de Jedburgh en las fronteras escocesas a los condados ingleses de Northumberland y Durham
- A1 - Es la principal ruta que cruza la frontera por la costa Este yendo desde Edimburgo hasta Newcastle upon Tyne y más allá
- A75 - Va desde Gretna a través de Dumfries y Galloway hasta Stranraer
- M77 - Va desde Kilmarnock a Glasgow

Un ferry opera entre Stranraer y Cairnryan en Escocia a Belfast y Larne en Irlanda del Norte respectivamente

## Gobierno regional
Las Southern Uplands comprenden principalmente (pero no de forma exclusiva) de 2 regiones (council areas):
- Dumfries y Galloway al Oeste
- Fronteras escocesas al Este

La ciudad más grande de las Southern Uplands es Dumfries. La ciudad más grande en las Fronteras escocesas es Hawick.

## Paseos
Dispone de numerosos recorridos por las Southern Uplands. Entre ellas la ruta de Southern Upland, un sendero de 340 km de costa a costa entre Portpatrick en el oeste y Cockburnspath en el este.

## Galería

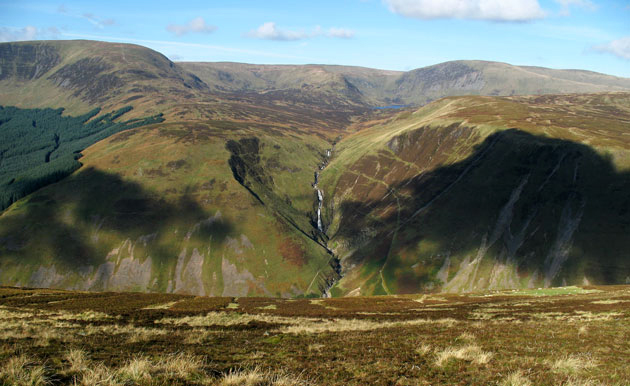
Grey Mare's Tail waterfall, Moffat Hills
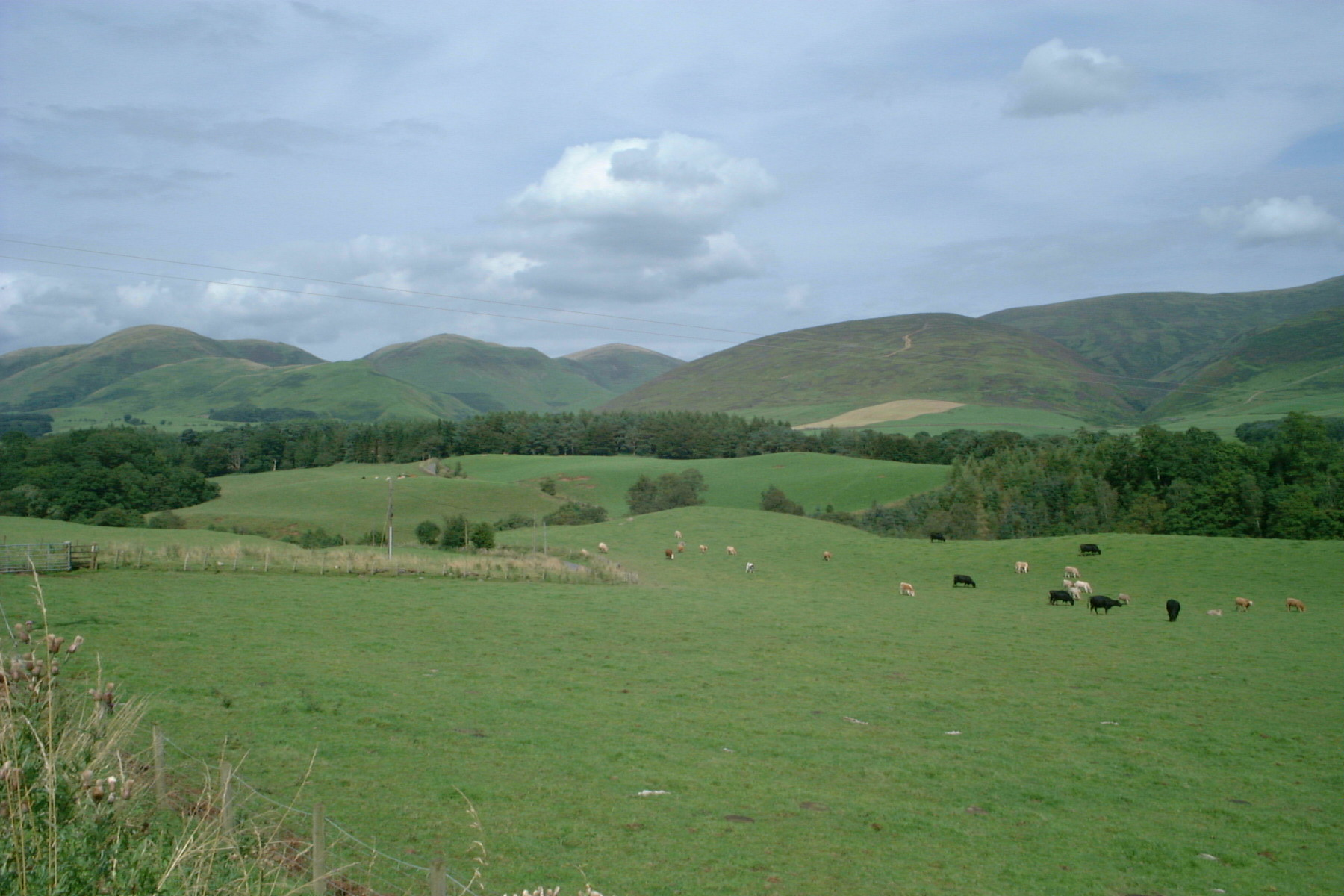
Somewhere in the Southern Uplands
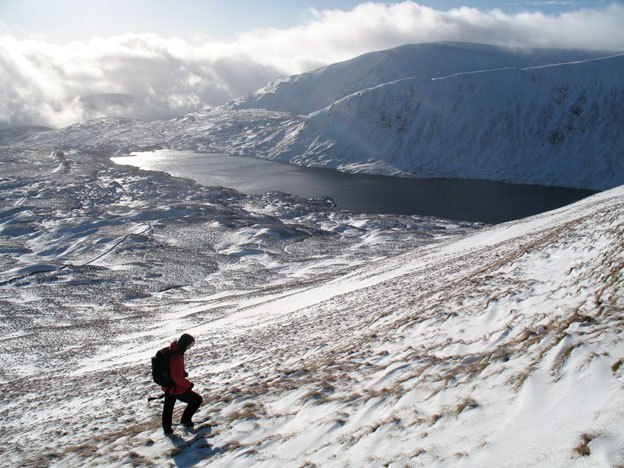
Loch Skeen